# Rhea Ripley
Demiti Bennett, meglio conosciuta con il ring name Rhea Ripley (Adelaide, 11 ottobre 1996), è una wrestler australiana sotto contratto con la WWE.
In carriera ha detenuto due volte il Women's World Championship, il Raw Women's Championship, l'NXT Women's Championship, l'NXT UK Women's Championship e il Women's Tag Team Championship insieme a Nikki A.S.H. Ha inoltre vinto l'edizione 2023 del women's royal rumble match; è inoltre la settima vincitrice del Women's Triple Crown e la quinta vincitrice del Women's Grand Slam.

## Carriera

### Circuito indipendente (2013–2017)
Ha debuttato nel mondo del wrestling il 22 giugno 2013, ad un evento della Riot City Wrestling in cui ha sconfitto Savannah Summers. Ha ottenuto fin da sùbito una lunga striscia di vittorie che l'ha portata, l'anno successivo, a conquistare l'RCW Women's Championship per la prima volta. Il 15 novembre è stata battuta da Harley Wonderland, perdendo quindi il titolo dopo sei mesi di regno.
Ha riconquistato l'RCW Women's Championship il 22 ottobre 2016 in un Triple Threat match che vedeva coinvolte anche la Summers e Quinn Beauregard. Il 22 aprile 2017 ha combattuto il suo ultimo incontro in Australia, sconfiggendo Kellyanne.

### WWE (2017–presente)

#### NXT UK(2017–2018)

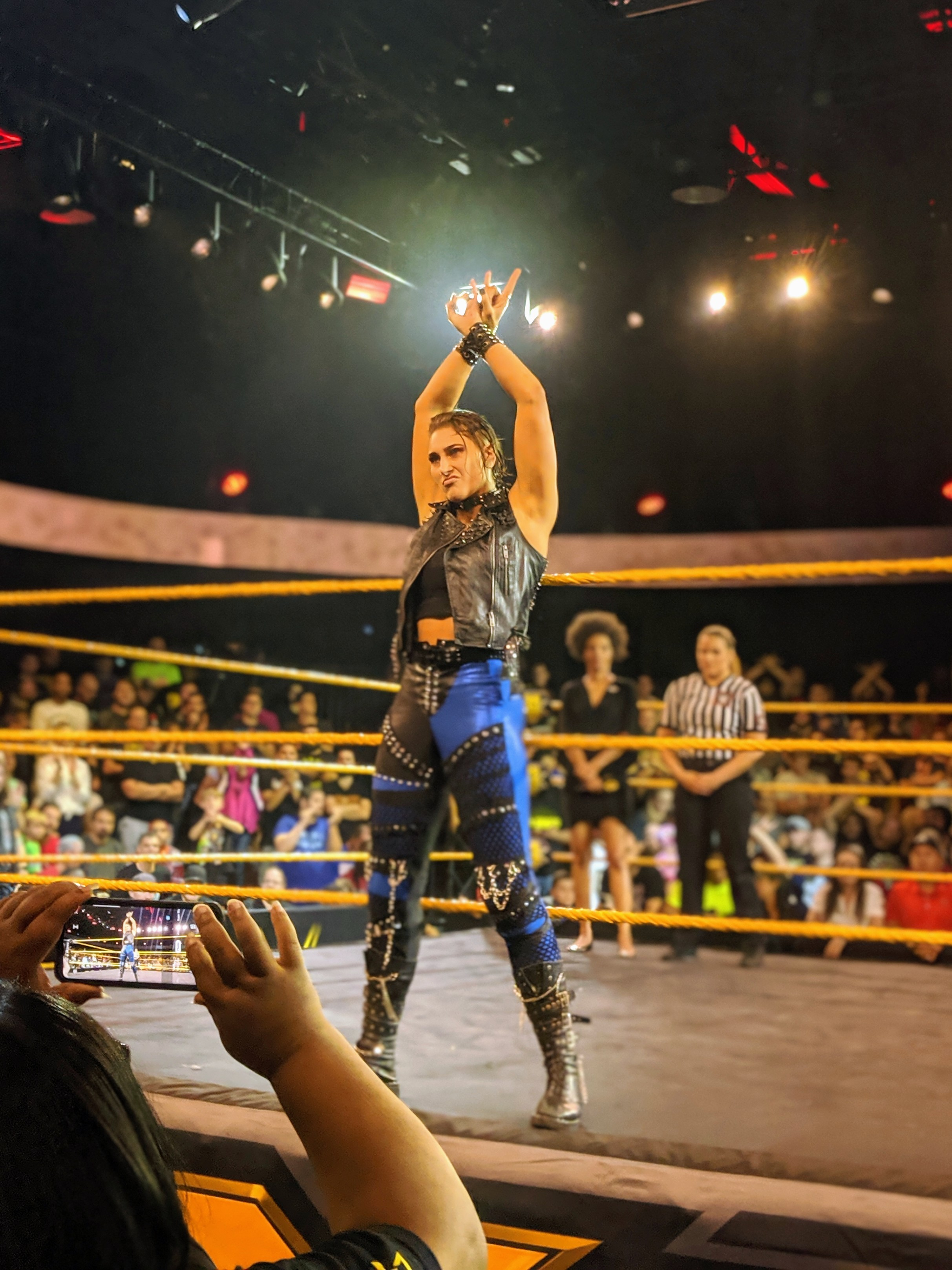
Rhea Ripley nel 2019

Il 13 luglio 2017 ha firmato un contratto con la WWE per partecipare alla prima edizione del Mae Young Classic, esibendosi con il ring name Rhea Ripley; ha sconfitto nei sedicesimi di finale Miranda Salinas, ma è stata eliminata agli ottavi di finale da Dakota Kai.
Dopo la conclusione del Mae Young Classic, è entrata a far parte del roster di NXT UK, il territorio di sviluppo britannico della WWE, stabilendosi come heel. Il 28 novembre 2018 ha sconfitto Toni Storm, diventando la prima vincitrice dell'NXT UK Women's Championship. Il 28 ottobre, a Evolution, ha difeso con successo il titolo contro Dakota Kai in un Dark match, ma lo ha perso il 12 gennaio 2019 a TakeOver: Blackpool contro Toni Storm. Il 27 gennaio, a Royal Rumble, ha partecipato alla rissa reale con il numero 24: ha gettato oltre la terza corda Dana Brooke, Kacy Catanzaro e Zelina Vega, ma è stata eliminata da Bayley dopo circa otto minuti di permanenza sul ring. Nei mesi successivi ha intrapreso una lunga faida contro Piper Niven per dimostrare chi fosse la donna più dominate del roster.

#### NXT(2019–2021)
Il 28 agosto ha debuttato ad NXT, interrompendo un promo della campionessa Shayna Baszler ed effettuando un turn-face. A Survivor Series in un 5-on-5-on-5 Traditional Survivor Series Elimination match aiuta il team NXT a vincere. Nella puntata di NXT del 18 dicembre 2019, Ripley ha sconfitto Baszler vincendo l'NXT Women's Championship, diventando la prima atleta ad aver vinto sia l'NXT Women's Championship che l'NXT UK Women's Championship. Difese il suo titolo con successo, prima contro Toni Storm a Worlds Collide e poi a NXT TakeOver: Portland contro Bianca Belair. Durante la seconda serata di WrestleMania 36 perde il titolo contro la vincitrice della Royal Rumble, Charlotte Flair.

#### Regni titolati e Judgment Day (2021–2024)
Il 31 gennaio 2021, alla Royal Rumble, partecipò all'omonimo incontro femminile entrando con il numero 14 e arrivando fino alla fase finale, dove venne eliminata da Bianca Belair. A partire dalla puntata di Raw del 22 febbraio vennero mandati in onda dei video che annunciavano il suo debutto nello show rosso; esordì nella puntata del 22 marzo, dove ebbe un confronto con la detentrice del Raw Women's Championship, Asuka, sfidandola per il titolo a WrestleMania 37 e sconfiggendola, conquistando il titolo. Dopo aver mantenuto la cintura anche a WrestleMania Backlash il 16 maggio contro Asuka e Charlotte Flair, perse contro quest'ultima il 20 giugno ad Hell in a Cell per squalifica ma conservò comunque il titolo. Perse il titolo femminile di Raw il 18 luglio a Money in the Bank sempre contro Charlotte Flair dopo 98 giorni di regno. Ebbe una nuova chance titolata il 21 agosto, a SummerSlam, non riuscì a riconquistare la cintura contro Nikki A.S.H. e Charlotte Flair. In seguito, Ripley e A.S.H. si allearono vincendo il Women's Tag Team Championship il 20 settembre, a Raw, sconfiggendo Natalya e Tamina. Il loro regno, tuttavia, finì il 22 novembre a Raw per mano di Carmella e Queen Zelina. Dopo aver terminato la sua alleanza con Nikki A.S.H., ne iniziò una con Liv Morgan, e il 3 aprile, nella seconda serata di WrestleMania 38, le due provarono a conquistare il Women's Tag Team Championship in un match che comprendeva le campionesse Carmella e Queen Zelina, Natalya e Shayna Baszler e Naomi e Sasha Banks ma furono queste ultime a vincere le cinture.
L'8 maggio, a WrestleMania Backlash, costò ad AJ Styles il suo match contro Edge unendosi al Judgment Day insieme anche a Damian Priest. Il 5 giugno, a Hell in a Cell, il Judgment Day prevalse su AJ Styles, Finn Bálor e Liv Morgan. Dopo un infortunio di media durata, tornò in azione mentre sia Finn Bálor che Dominik Mysterio si erano uniti al Judgment Day dopo l'estromissione di Edge.

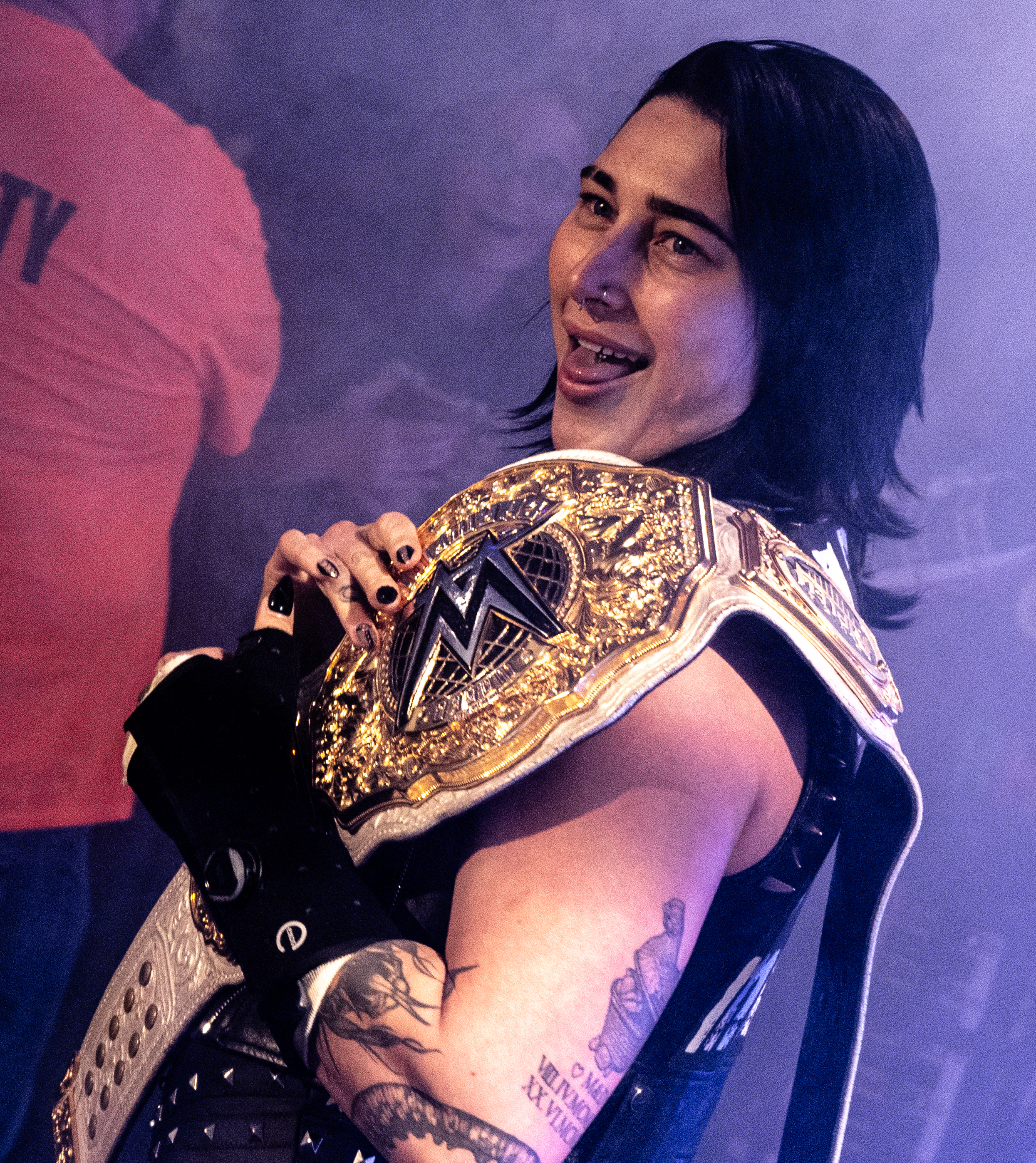
Rhea Ripley nel 2024

Il 28 gennaio 2023, a Royal Rumble, vinse l'omonimo match entrando con il numero uno ed eliminando per ultima Liv Morgan. Come vincitrice della rissa reale, si guadagnò una chance titolata e iniziò una faida con la campionessa Charlotte Flair, che riuscì a sconfiggere il 1º aprile, nella prima serata di WrestleMania 39, vincendo lo SmackDown Women's Championship per la prima volta. Il 6 maggio, a Backlash, difese la cintura contro Zelina Vega. Il 27 maggio, a Night of Champions, sconfisse Natalya in poco più di un minuto, mantenendo il titolo. Il 3 luglio, a Raw, conservò il titolo nella rivincita contro Natalya. Iniziò poi una rivalità con Raquel Rodriguez e il 2 settembre, a Payback, riuscì a batterla mantenendo la cintura. Nella rivincita titolata, svoltasi nella puntata di Raw dell'11 settembre, conservò nuovamente il Women's World Championship contro Raquel Rodriguez grazie all'interferenza di Nia Jax che, tuttavia, attaccò Ripley a match concluso. Il 4 novembre, a Crown Jewel, difese la cintura in un fatal 5-way match che comprendeva anche Nia Jax, Raquel Rodriguez, Shayna Baszler e Zoey Stark. Il 25 novembre, a Survivor Series WarGames, difese con successo il titolo contro Zoey Stark.
Conservò la cintura anche contro Ivy Nile nella puntata speciale Raw Day 1 del 1º gennaio e il 24 febbraio ad Elimination Chamber: Perth contro Nia Jax.
Il 6 aprile a WrestleMania XL, difese con successo il titolo contro la vincitrice dell'Elimination Chamber Becky Lynch, ma nell'episodio di Raw del 15 aprile 2024 dovette rendere vacante il titolo Women's World Championship a causa di un infortunio procurato da Liv Morgan. Termina cosi il suo regno di 380 giorni, il più longevo al pari di quello di Bayley. Dopo un'assenza di tre mesi Ripley torno a Raw, con Liv Morgan divenuta campionessa che provava in più modi a sedurre Dominik Mysterio. A SummerSlam 2024, il 3 agosto l'incubo non è riuscita a riconquistare il titolo anche per colpa del tradimento di Dominik che a fine incontro bacia la Morgan.

#### Terzo titolo del mondo e varie faide (2024-presente)

Rhea Ripley insieme a Damian Priest nel 2024

Dopo l'uscita dal Judgment Day, Ripley rimase legata a Damian Priest, anche lui uscito dalla stable dopo il tradimento di Finn Bàlor che gli costò la cintura, i due iniziarono una feroce faida con la loro ex famiglia. A Bash in Berlin il 31 agosto, sconfiggono in un mixed tag team match Dominik Mysterio e Liv Morgan. Nella puntata di Raw del 2 settembre, Rhea Ripley, chiede un altro match per il titolo di Liv Morgan, ma venne infortunata al ginocchio proprio dalla campionessa. A Bad Blood Ripley avrà un'altra possibilità al titolo di Liv Morgan. Il mach finisce con la squalifica di Liv Morgan dopo l'interferenza di Raquel Rodriguez.
Nella puntata di NXT del 29 ottobre Rhea Ripley viene pestata nel parcheggio del Performance Center, il giorno seguente la WWE ha annunciato che " The Nightmare" ha subito una frattura della cavità orbitale destra e che questo infortunio la metterà fuori dalle scene per un periodo non ancora definito. La Mami è ritornata a sorpresa durante la puntata di Raw del 18 novembre con una maschera protettiva. A Survivor Series prese parte al WarGames match femminile lottando al fianco di Bianca Belair, Bayley, Iyo Sky e Naomi sconfiggendo il team di Liv Morgan, Rhea che schiena proprio la campionessa.
Questa conclusione porta a una rivincita tra le due nella premiere di Raw su Netflix, il 6 gennaio 2025. In quella occasione la Ripley sconfigge la rivale vincendo per la seconda volta il Women's World Championship, per l'australiana è il terzo titolo del mondo in WWE. A Saturday Night's Main Event difese la cintura contro Nia Jax. Ma nella puntata del 3 marzo di Raw perse la cintura contro Iyo Sky in un match determinato anche dalla presenza di Bianca Belair. Nella seconda notte di WrestleMania 41 Ripley prese parte a un triple threat match con in palio il titolo contro Sky e Belair, ma anche in questa situazione non è riuscita a sconfiggere la giapponese che difende la cintura.

## Personaggio

### Mosse finali
- Prison (Vertical cloverleaf)
- Riptide (Pumphandle powerbomb)

### Soprannomi
- "The Eradicator"
- "Mami"
- "The Nightmare"

## Titoli e riconoscimenti
- CBS Sports
  - Breakthrough Wrestler of the Year (2019)
- Pro Wrestling Illustrated
  - 11ª tra le 100 migliori wrestler femminili nella PWI Women's 100 (2020)[48]
  - 12ª tra le 150 migliori wrestler femminili nella PWI Women's 150 (2021)[49]
  - 42ª tra le 150 migliori wrestler femminili nella PWI Women's 150 (2022)[50]
  - 1ª tra le 250 migliori wrestler femminili nella PWI Women's 250 (2023)[51]
  - 3ª tra le 250 migliori wrestler femminili nella PWI Women's 250 (2024)[52]
- Riot City Wrestling
  - RCW Women's Championship (2)
- Sports Illustrated
  - 7ª tra le 30 migliori wrestler femminili dell'anno (2019)
  - 2ª tra i 10 migliori wrestler dell'anno (2023)[53]
- WWE
  - Women's World Championship (2)[54]
  - NXT UK Women's Championship (1)
  - NXT Women's Championship (1)
  - WWE Raw Women's Championship (1)
  - WWE Women's Tag Team Championship (1) – con Nikki A.S.H.
  - Women's Royal Rumble (edizione 2023)[2]
  - Women's Triple Crown Champion
  - Women's Grand Slam Champion